# Breathe (2017)
Breathe is een Brits-Amerikaanse biografische film uit 2017, geregisseerd door Andy Serkis.

## Verhaal
Robin Cavendish was een avontuurlijke jongeman en een kapitein in het leger die na zeven jaar het leger verlaat en in 1957 trouwt met Diana Blacker. Het koppel gaat in Kenia wonen, waar Cavendish in december 1958 ziek wordt door polio. Hij geraakt vanaf zijn nek verlamd en alleen dankzij een mechanisch beademingsapparaat kan hij blijven ademen. Ze reizen tegen alle adviezen in terug naar Engeland omdat hij volgens de dokters nog maar drie maanden te leven heeft. Dankzij Blackers toewijding en vastberadenheid slagen ze  erin verder te leven en weigeren ze zich over te geven aan zijn lijden. Hun moed en levenslust brengen ze ook over naar anderen. Samen met zijn vriend, Teddy Hall, een professor aan de universiteit, ontwikkelen ze een rolstoel met ingebouwd beademingsapparaat zodat hij niet meer is gekluisterd aan zijn bed. Ze reizen de wereld rond om zich in te zetten voor mensen met een beperking.

## Rolverdeling
| Acteur               | Personage               |
| -------------------- | ----------------------- |
| Andrew Garfield      | Robin Cavendish         |
| Claire Foy           | Diana Cavendish         |
| Tom Hollander        | Bloggs en David Blacker |
| Hugh Bonneville      | Teddy Hall              |
| Dean-Charles Chapman | Jonathan Cavendish      |
| Miranda Raison       | Mary Dawnay             |
| Stephen Mangan       | Dr. Clement Aitken      |
| Jonathan Hyde        | Dr. Entwistle           |
| Ed Speleers          | Colin Campbell          |
| Diana Rigg           | Lady Neville            |

## Productie
Jonathan Cavendish, de zoon van Robin en Diana, richtte samen met Andy Serkis in 2011 de productiemaatschappij The Imaginarium op, een studio gespecialiseerd in motion capture-technologie. Op 5 mei 2016 werd bekendgemaakt dat Andy Serkis zijn regiedebuut zou maken met Breathe met Andrew Garfield en Claire Foy in de hoofdrollen.

### Release en ontvangst
Breathe ging op 11 september 2017 in première op het internationaal filmfestival van Toronto. De film kreeg gemengde kritieken van de filmcritici met een score van 66% op Rotten Tomatoes, gebaseerd op 148 beoordelingen.